# La Chapelle-Villars
La Chapelle-Villars är en kommun i departementet Loire i regionen Auvergne-Rhône-Alpes i centrala Frankrike. Kommunen ligger i kantonen Pélussin som tillhör arrondissementet Saint-Étienne. År 2022 hade La Chapelle-Villars 533 invånare.

## Befolkningsutveckling
Antalet invånare i kommunen La Chapelle-Villars
| Referens: INSEE |